# St. Josef (Regensburg)

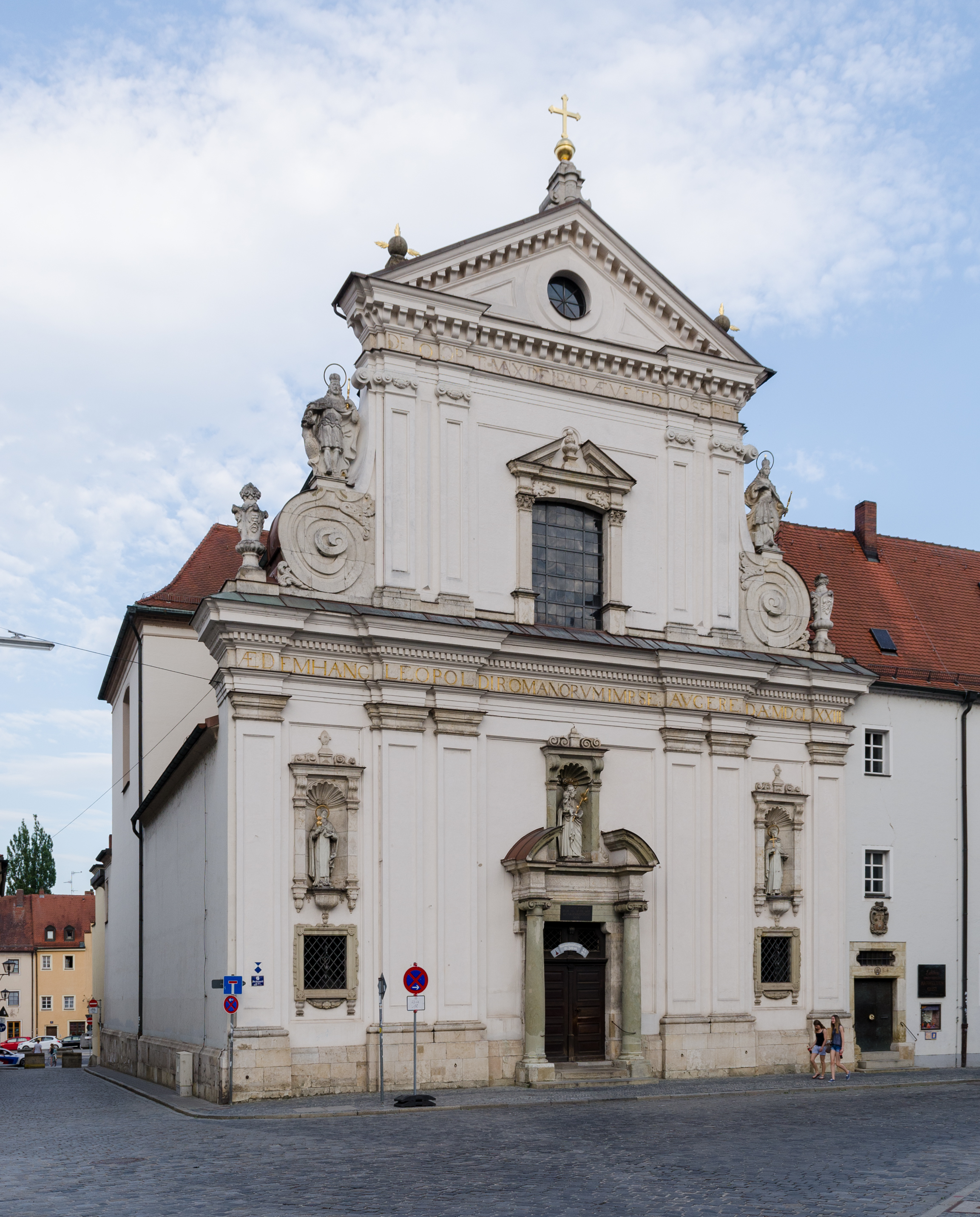
Außenansicht der Karmelitenkirche St. Josef von Westen

Die Karmelitenkirche St. Josef am Alten Kornmarkt in der Altstadt von Regensburg ist die Klosterkirche des Konvents St. Josef der Unbeschuhten Karmeliten sowie die wichtigste Beicht- und Anbetungskirche Regensburgs. Der hochbarocke Kirchenbau mit Anklängen an den italienischen Stil wurde in den Jahren 1660 bis 1673 nach den Plänen eines bisher unbekannten Architekten errichtet. Als mögliche Urheber kommen Carlo Lurago, Antonio Petrini oder ein Schüler Petrinis in Frage.

## Geschichte
Nach der Umsiedlung des Karmelitenklosters aus der Johanniterkommende St. Leonhard an den Alten Kornmarkt im Jahr 1641 waren zunächst finanzielle Schwierigkeiten zu überwinden, bevor mit dem Bau einer Klosterkirche begonnen werden konnte. Nach zahlreichen Geld- und Sachspenden des Kaisers, anderer Vertreter des Hochadels und der Stadt Regensburg konnte 1660 mit dem Bau begonnen werden. Der Baumeister ist unbekannt, jedoch wird aufgrund der stilistischen Merkmale ein aus Italien stammender Architekt angenommen. Es kommen Carlo Lurago und Antonio Petrini in Frage, die intensiv in Böhmen bzw. in Franken tätig waren. Eventuell muss auch ein Schüler Petrinis in Betracht gezogen werden. Der Bau wurde 1673 fertiggestellt. Bereits ein Jahr zuvor war er dem heiligen Josef (Gedenktag: 19. März) geweiht worden.
Während der Säkularisation, als der Konvent zwischen 1812 und 1836 bis auf die Produktion des Karmelitengeistes aufgehoben war, wurde die Klosterkirche entweiht und als Mauthalle genutzt. Dabei ging die ursprüngliche Barockausstattung verloren. Der Hochaltar beispielsweise wurde an die Pfarrei Schärding in Oberösterreich verkauft. Ab 1835 wurde die Klosterkirche dann auf Kosten des Karmelitenordens renoviert und mit barocken Altären ausgestattet, die aus anderen Kirchen aufgekauft wurden. Am 24. November 1836 wurde die Karmelitenkirche erneut geweiht.
Seit 1936 wird die Kirche St. Josef vorwiegend als Beicht- und Anbetungskirche genutzt – eine Funktion, die auch während des Dritten Reiches durchgehend aufrechterhalten wurde. Beim Bombenangriff auf Regensburg am 20. Oktober 1944 entstanden an Kloster und Kirche St. Josef nur Fenster- und Dachschäden, die schnell behoben werden konnten.

## Architektur

### Außenbau
Die Karmelitenkirche bildet den östlichen Abschluss des Platzes Alter Kornmarkt in der Altstadt von Regensburg. Dementsprechend bildet die Westfassade, im Stile des italienischen Barock gehalten, die Schauseite der Kirche. Das mittig angeordnete Portal wird von zwei ionischen Säulen eingefasst, die einen Sprenggiebel tragen. Zwischen den Giebelstücken befindet sich eine Muschelnische, die eine Figur des Kirchenpatrons Josef mit dem Jesuskind enthält. Außen sind zwei weitere Muschelnischen angeordnet. Diese enthalten Figuren der Heiligen Teresa von Ávila und Johannes vom Kreuz, der Patrone der teresianischen Karmelitenorden. Unter diesen Nischen befinden sich zwei kleine, vergitterte Fenster in Steinrahmung. Diese untere Fassadenzone wird von sechs Pilastern – davon zwei Pilasterpaare, die das Portal einrahmen – gegliedert, die ein kräftiges Gesims tragen. Auf diesem befinden sich seitlich Vasen und Voluten mit Figuren des Königspaares Heinrich und Kunigunde, die im Jahr 1002 das Kollegiatstift zur Alten Kapelle gestiftet haben. Oberhalb des Gesimses ist mittig das Fenster hinter der Orgelempore angeordnet, welches wiederum von zwei paarweise angeordneten Pilastern flankiert wird. Dieser etwas schmälere, obere Fassadenteil wird von einem Dreiecksgiebel, der ein kleines Rundfenster enthält, bekrönt.
Der Bauform nach präsentiert sich die Kirche nach außen hin ähnlich wie eine mittelalterliche Basilika mit Querhaus, möglicherweise in Anlehnung an die in Sichtweite gelegene Stiftskirche zur Alten Kapelle. Die Haupträume – Langhaus, Querhaus und der nach Osten ausgerichtete Chor, die eine kreuzförmigen Grundriss bilden – besitzen ein hohes Satteldach, das an den Stirnseiten des Querhauses abgewalmt ist. Bei den niedrigeren Anbauten am Langhaus, die über ein flaches Pultdach verfügen, handelt es sich nicht etwa um Seitenschiffe, sondern vielmehr um eine Aneinanderreihung von Seitenkapellen. Dadurch erhält das Langhaus die gleiche Nord-Süd-Ausdehnung wie das Querhaus. Ein ähnlicher Grundriss ist auch bei der Asamkirche Rohr im Landkreis Kelheim.
An den Chor sind auf der Nord- und Südseite Sakristeianbauten angefügt. Der barocke Turm, der sich an der Südostecke des Kirchenbaus befindet, wurde 1681 fertiggestellt. Von außerhalb der Klostergebäude ist nur der obere Teil des Turmes ab dem Glockengeschoss einsehbar. Dieses quadratische Geschoss wird auf der Unter- und Oberseite von einem mehrfach profilierten Gesims begrenzt. Dazwischen befinden sich hochrechteckige, rundbogig abgeschlossene Schallöffnungen mit Balustraden sowie allseitige Turmuhren. Den oberen Abschluss des Turmes bildet eine Doppelzwiebel mit hoch aufbauender Laterne, die von Turmkugel und Kreuz bekrönt wird.

### Innenraum

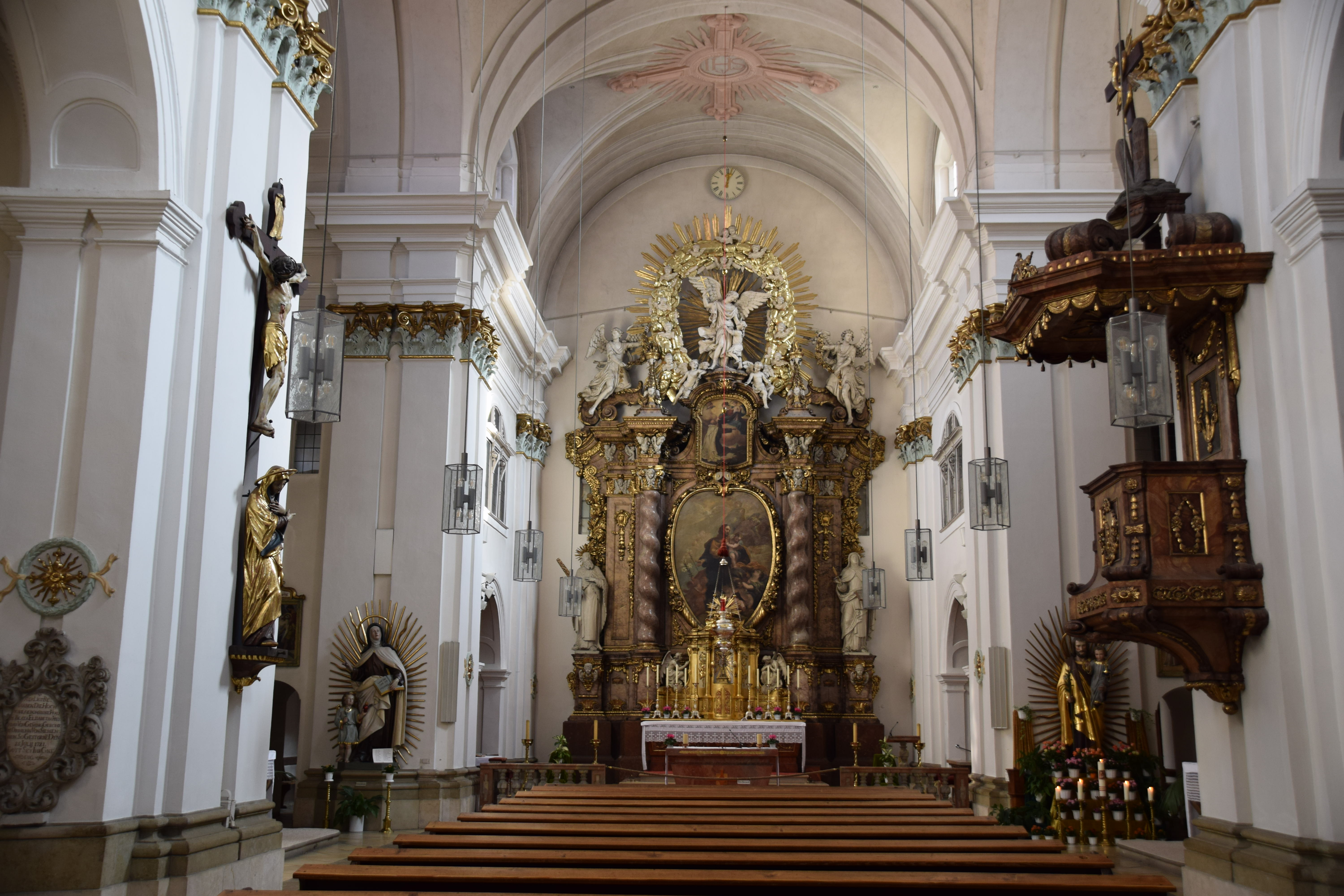
Innenansicht der Karmelitenkirche St. Josef von Westen

Im Inneren präsentiert sich die Karmelitenkirche als Wandpfeilerkirche. Das zweieinhalbjochige Langhaus, das wie auch alle anderen Räume über ein Tonnengewölbe mit Stichkappen verfügt, wird durch mächtige Pfeiler gegliedert, zwischen denen sich deutlich niedrigere Kapellenräume mit Altären befinden. Diese sind durch großzügige Rundbögen vom Hauptraum abgetrennt und sind untereinander über rundbogige Gänge verbunden. Das rückwärtige Langhausjoch, das von der Orgelempore überspannt wird, ist nur etwa halb so lang wie die übrigen Joche. Der Raum unterhalb der Empore ist ein kleiner, durch ein Gitter abgetrennter Vorraum.
Oberhalb der Seitenkapellen umrundet mehrfach verkröpftes Gebälk, das nur an der Westwand unterbrochen ist, alle Haupträume der Kirche. Es scheint von Doppelpilastern mit korinthisierenden Kapitellen getragen zu werden, die den Wandpfeilern vorgelegt sind. Oberhalb des Gebälks befinden sich die in die Stichkappen eingelassenen Fenster, die somit dem Obergaden einer Basilika gleichen. Das ebenfalls mit Altären ausgestattete Querhaus und der Chor, der den Hochaltar enthält, sind gleich hoch wie das Langhaus ausgeführt und besitzen ebenfalls Fenster in gleicher Höhe. Der Chorraum, der mittels einer Kommunionbank von Kirchenschiff abgetrennt ist, umfasst nur ein Joch und besitzt einen geraden Schluss.

## Ausstattung

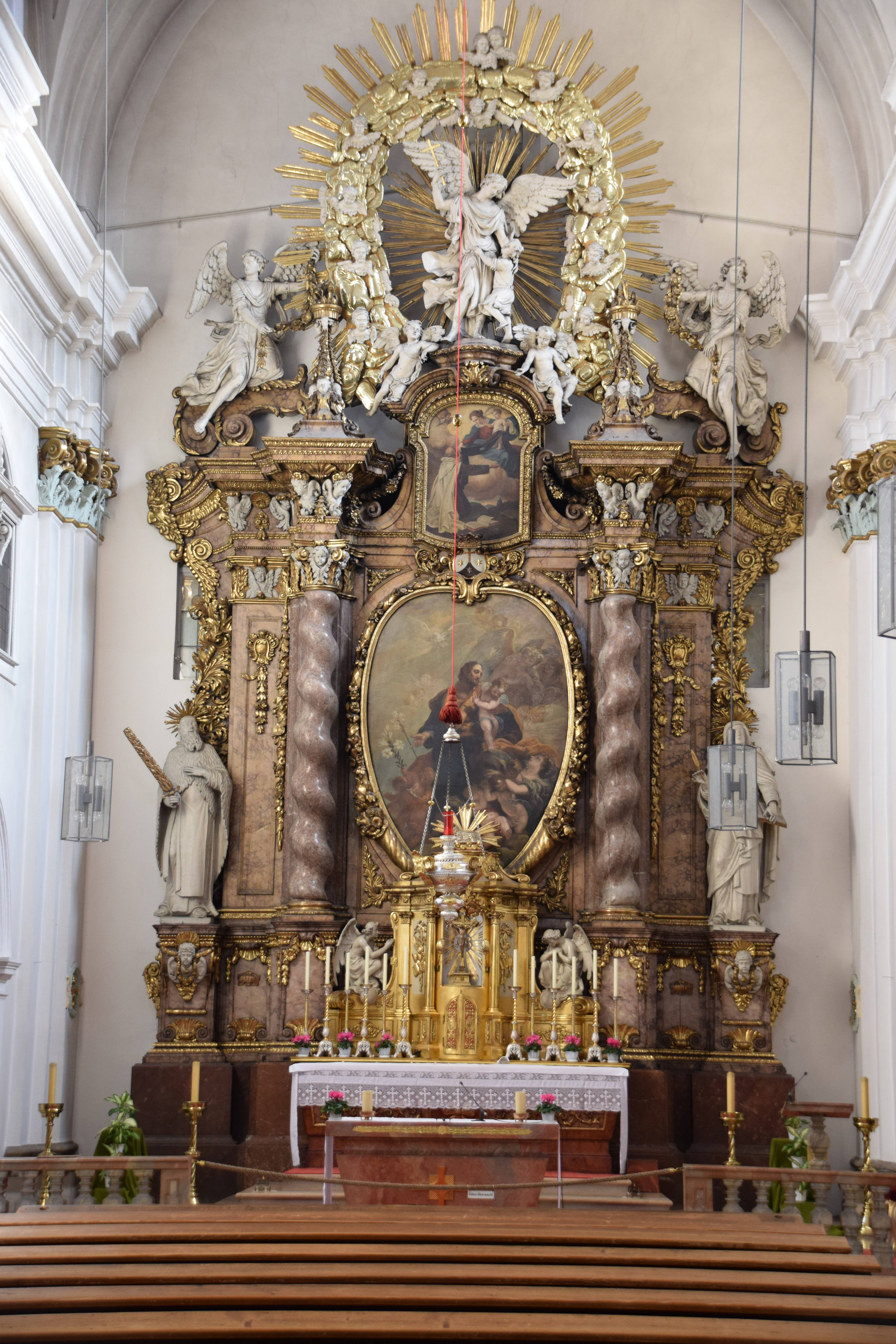
Hochaltar

### Hochaltar
Der Kirchenraum wird vom Erscheinungsbild des barocken Hochaltares dominiert, den der Besucher sofort beim Eintritt in das Gotteshaus erblickt. Er stammt von der barocken Ausstattung des Regensburger Domes, die später entfernt wurde. Oberhalb der Mensa, aber immer noch inmitten der Sockelzone des mächtigen Altares, erhebt sich der reich verzierte und vergoldete Tabernakel mit drehbarer Aussetzungsnische, der von zwei Anbetungsengeln flankiert wird. Der stattliche Aufbau des Altares wird von zwei Pilastern und zwei gewundenen Säulen getragen, die das Hauptbild einrahmen. Dieses ist ein Ölgemälde des heiligen Josef mit dem Jesuskind, das medaillonförmig umrandet ist und von einer Kartusche mit dem Wappen des Tersianischen Karmels bekrönt wird.
Darüber zeigt das deutlich kleinere Auszugsbild die Skapulierübergabe an den seligen Simon Stock durch die Gottesmutter Maria. Gekrönt wird der Altar von einer mächtigen Schutzengelfigur, die auf einem Podest oberhalb des Auszugsbildes steht. Die Figur ist von einem Strahlenkranz hinterfangen und von einem Ring aus reich vergoldetem Gewölk umgeben, aus dem zahlreiche Puttenköpfe hervorlugen. Die Seitenfiguren, die auf den äußeren, hohen Sockeln stehen und so den Altaraufbau flankieren, stellen den von den Karmeliten besonders verehrten Propheten Elija sowie die heilige Teresa von Ávila dar, welche die Begründerin und Namensgeberin des Teresianischen Karmels ist.

### Seitenaltäre
Die Karmelitenkirche besitzt neben dem Hochaltar sechs Seitenaltäre, wobei die gegenüberliegenden Altäre stets als Pendants ausgeführt sind. Die beiden ersten Seitenaltäre an den Stirnseiten der Querhausarme sind der Skapuliermadonna (rechts) und der heiligen Anna (links) geweiht. Während sich auf der Mensa des Skapulieraltares eine Skapuliermadonna mit Jesuskind und singenden Engeln aus der Zeit zwischen den Weltkriegen befindet, ist am Annenaltar eine Herz-Jesu-Figur aufgestellt. Diese Altäre stammen wie auch der Hochaltar von der einstigen Barockausstattung des Regensburger Domes.
Die nächsten beiden Altäre in den östlichen Seitenkapellen sind ebenfalls barock und stammen aus der im 19. Jahrhundert abgebrochenen Augustinerkirche. Sie sind der heiligen Teresa von Ávila (rechts) und dem heiligen Johannes vom Kreuz (links) geweiht. Die hinteren Seitenaltäre stammen aus der Stiftspfarrkirche St. Kassian, die dem Kollegiatstift zur Alten Kapelle angehört. Der linke Altar zeigt Jesus nach der Kreuzabnahme im Schoße Mariens, eine sogenannte Mater Dolorosa. Der rechte hintere Altar birgt in einem Schrein eine Wachskopie des Prager Jesuleins.

### Übrige Ausstattung
Zu beiden Seiten der Kommunionbank stehen große, jeweils von einem Strahlenkranz hinterfangene Figuren des Kirchenpatrons Josef und der Ordensgründerin Teresa von Ávila. Die vierzehn Kreuzwegstationen schuf der Kunstmaler Weiniger aus Reinhausen im Jahr 1921. Am Pfeiler neben dem Prager-Jesulein-Altar befindet sich ein Bild der Therese von Lisieux und am Pfeiler neben dem Mariä-Schmerzen-Altar ein Bild der weinenden Madonna. 
Im Eingangsbereich, also unterhalb der Orgelempore, steht eine Jahreskrippe.

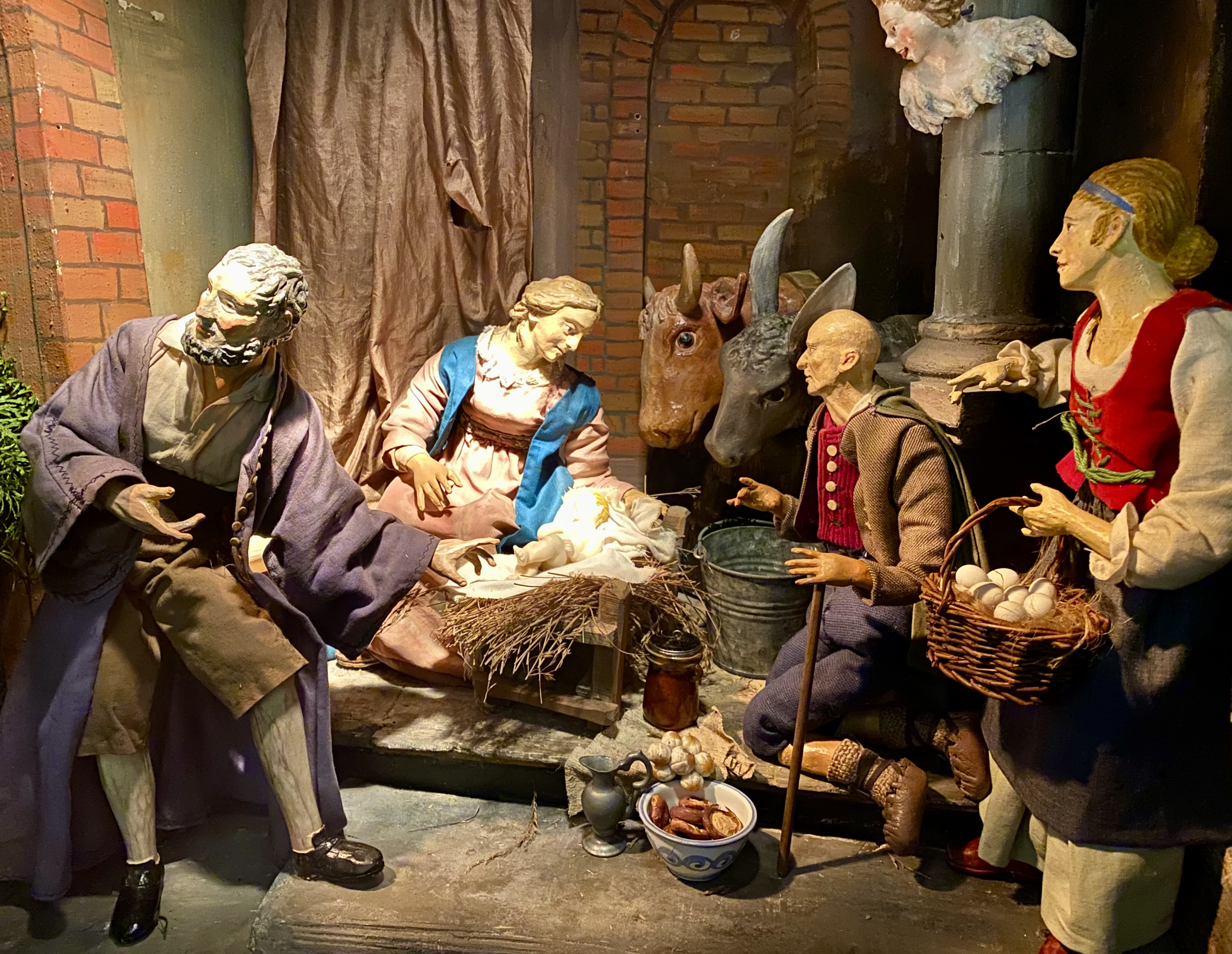
Anbetung der Hirten, Weihnachten 2020
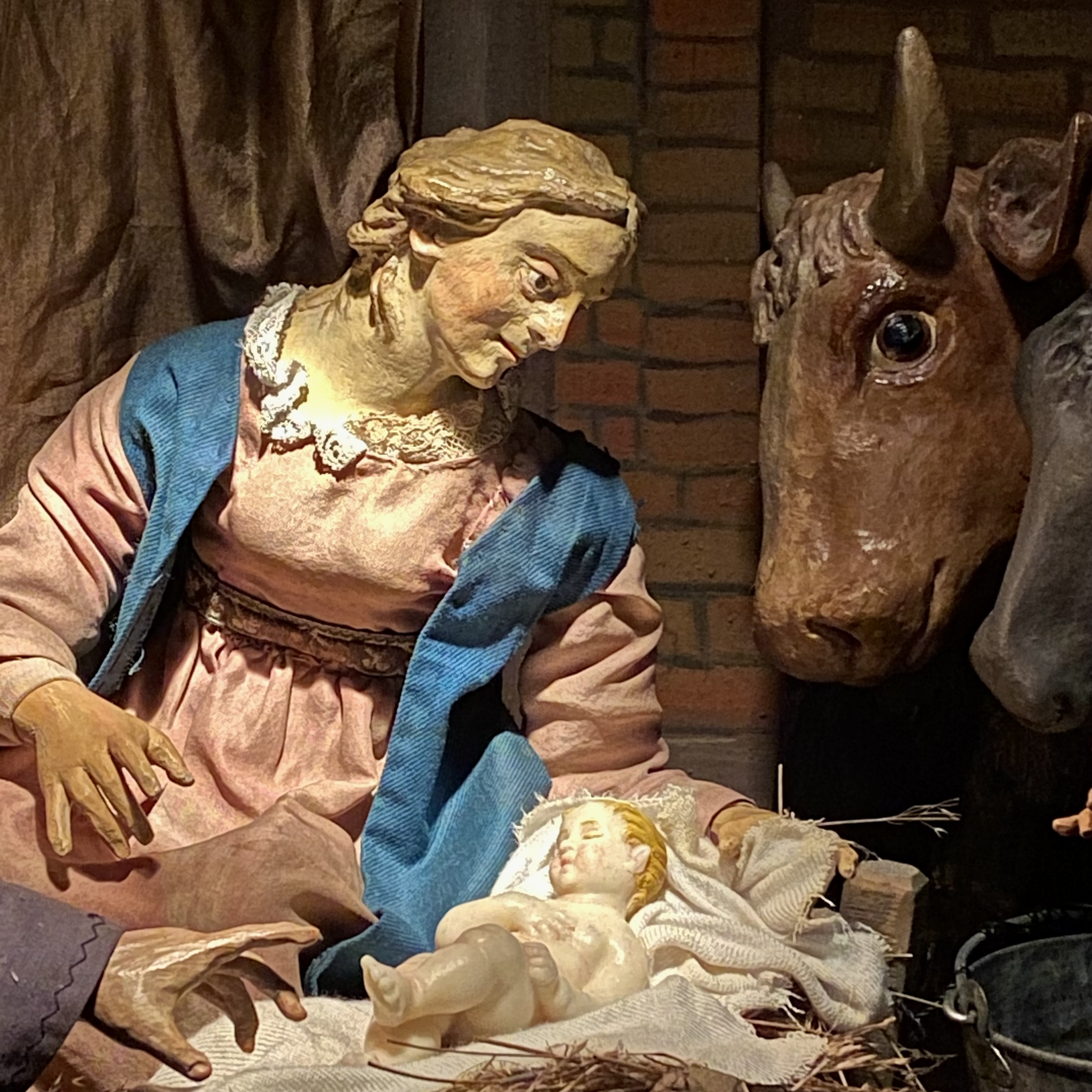
Anbetung der Hirten, Jesukind und Maria, Weihnachten 2020
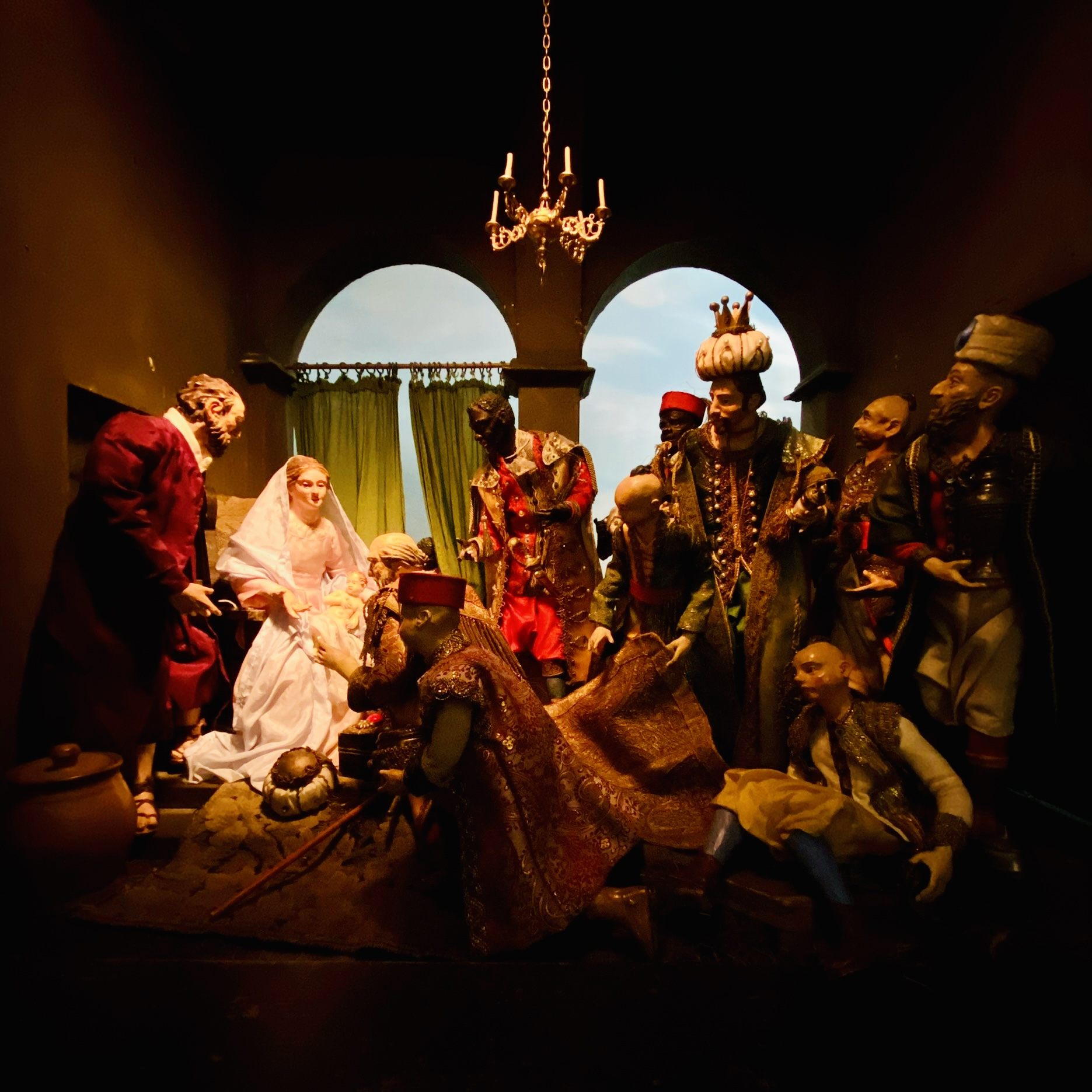
Anbetung der Könige, 2022
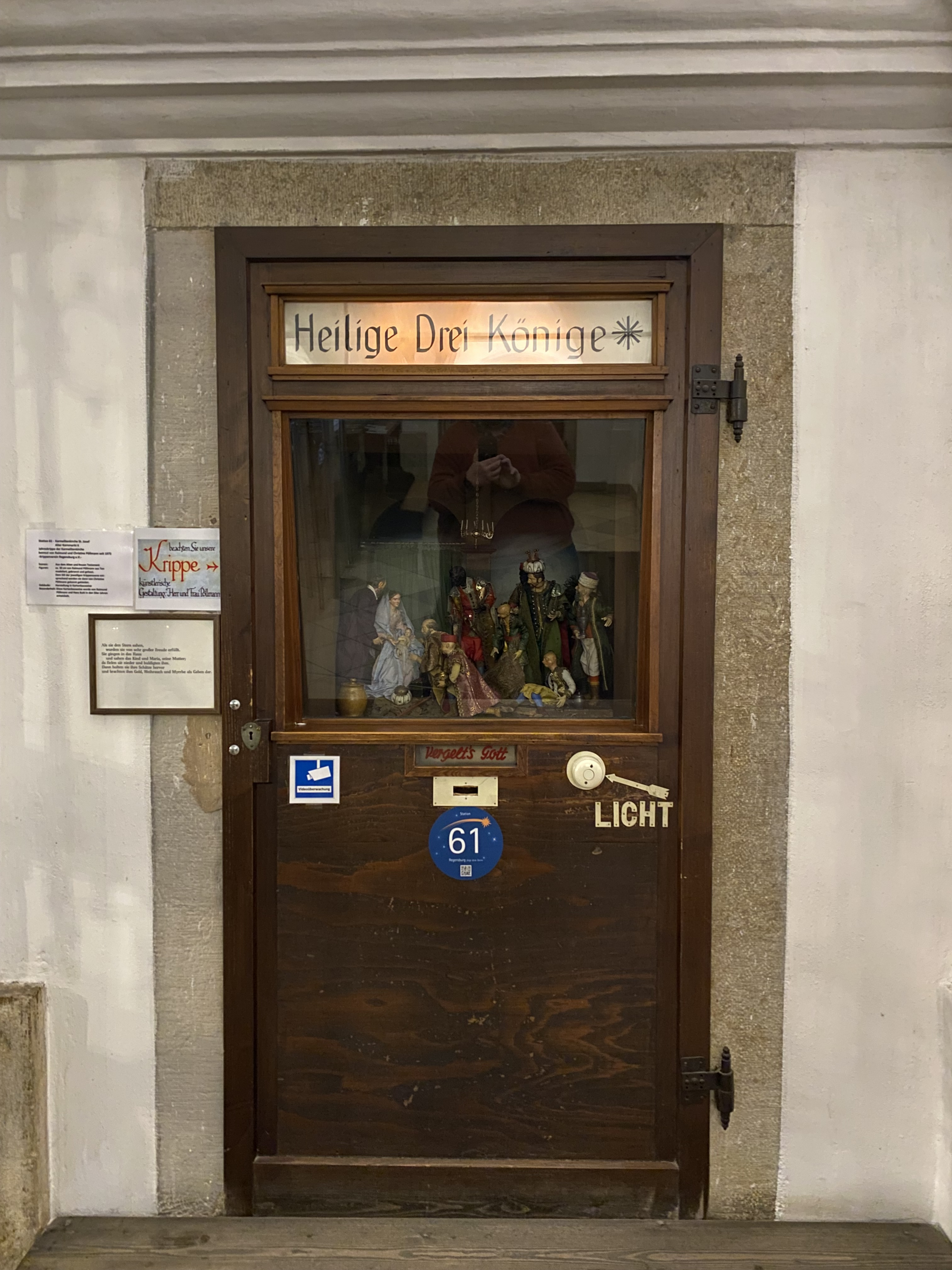
Tür zum Krippenraum
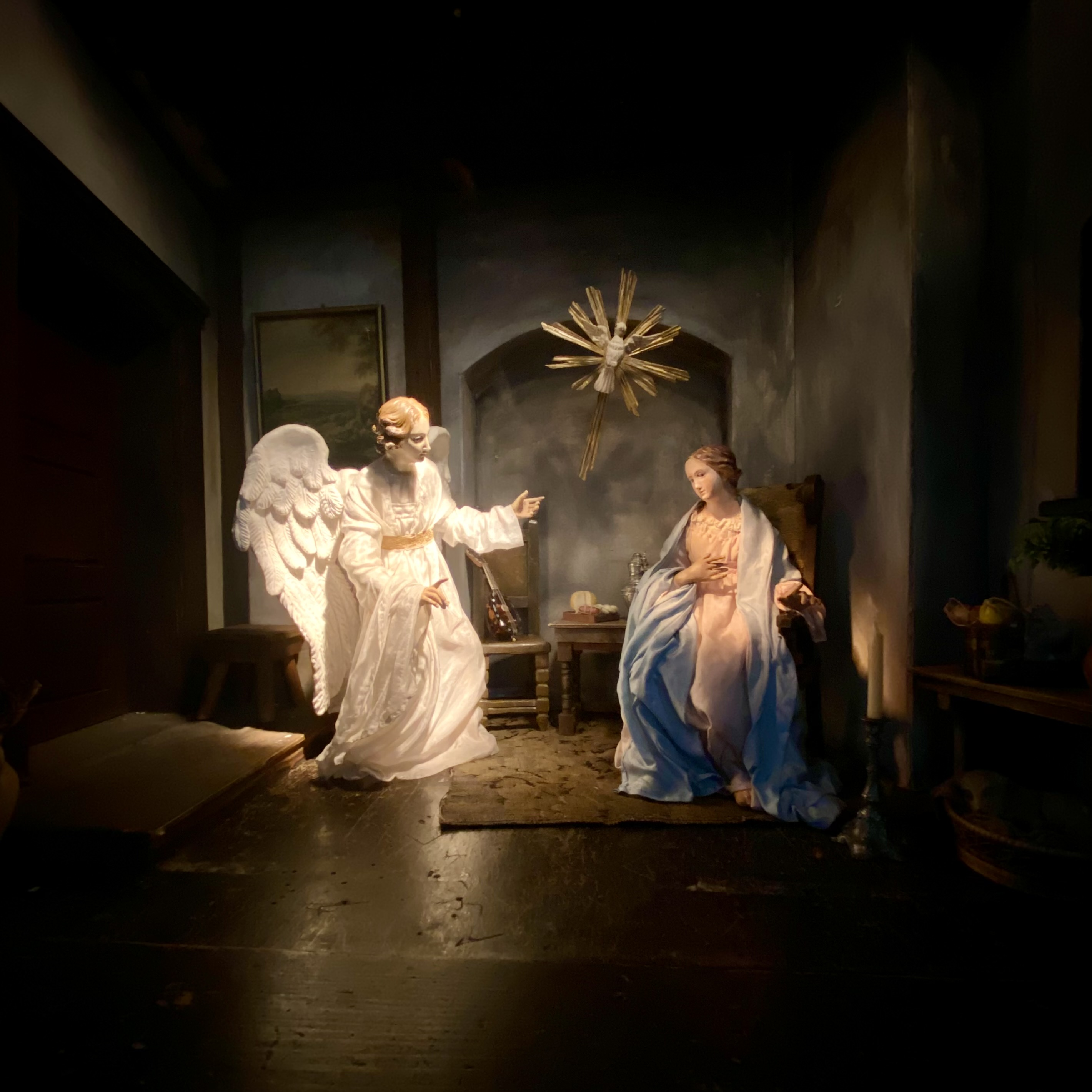
Verkündigung des Herrn, Advent 2023
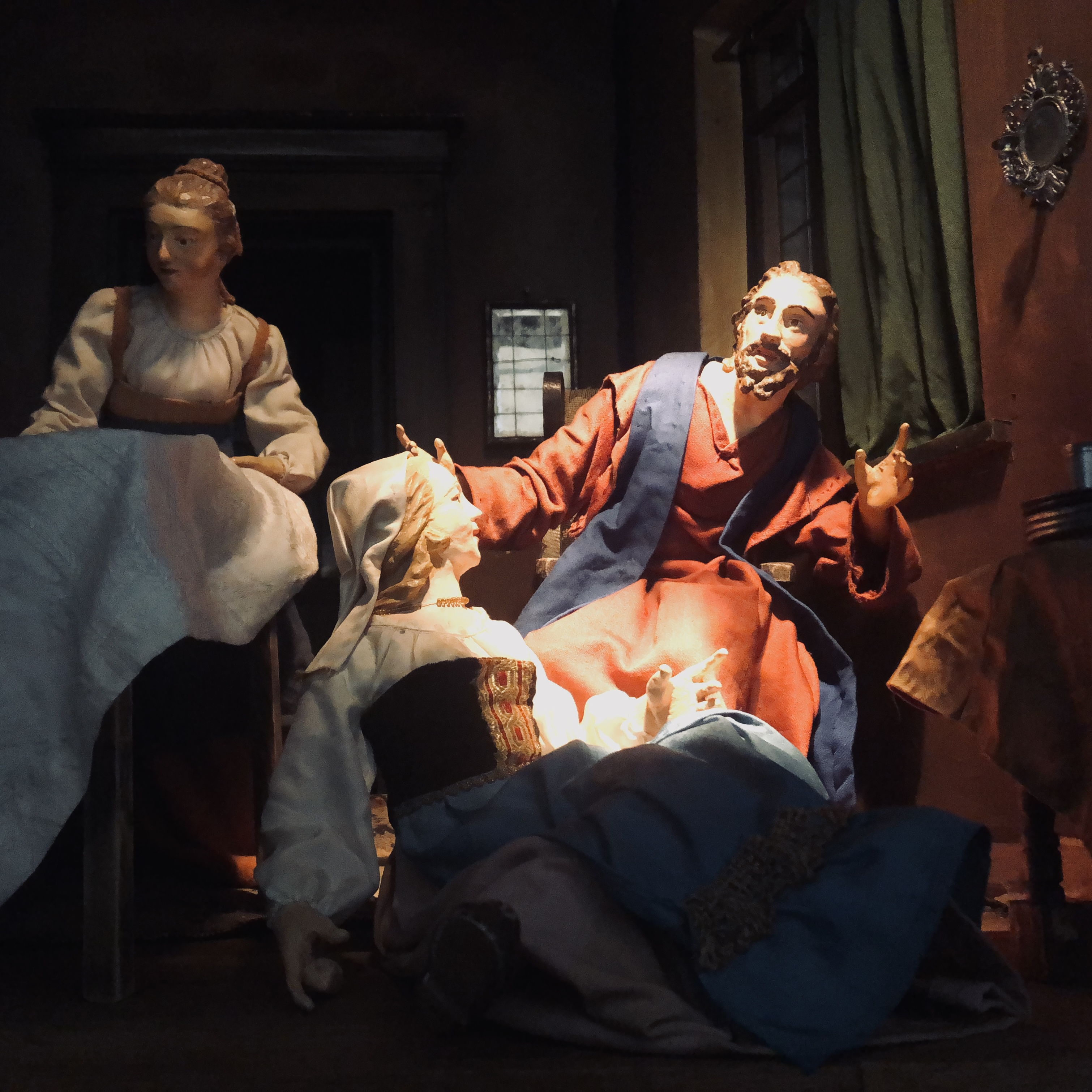
Jesus bei Maria und Marta, Oktober 2019

### Orgel

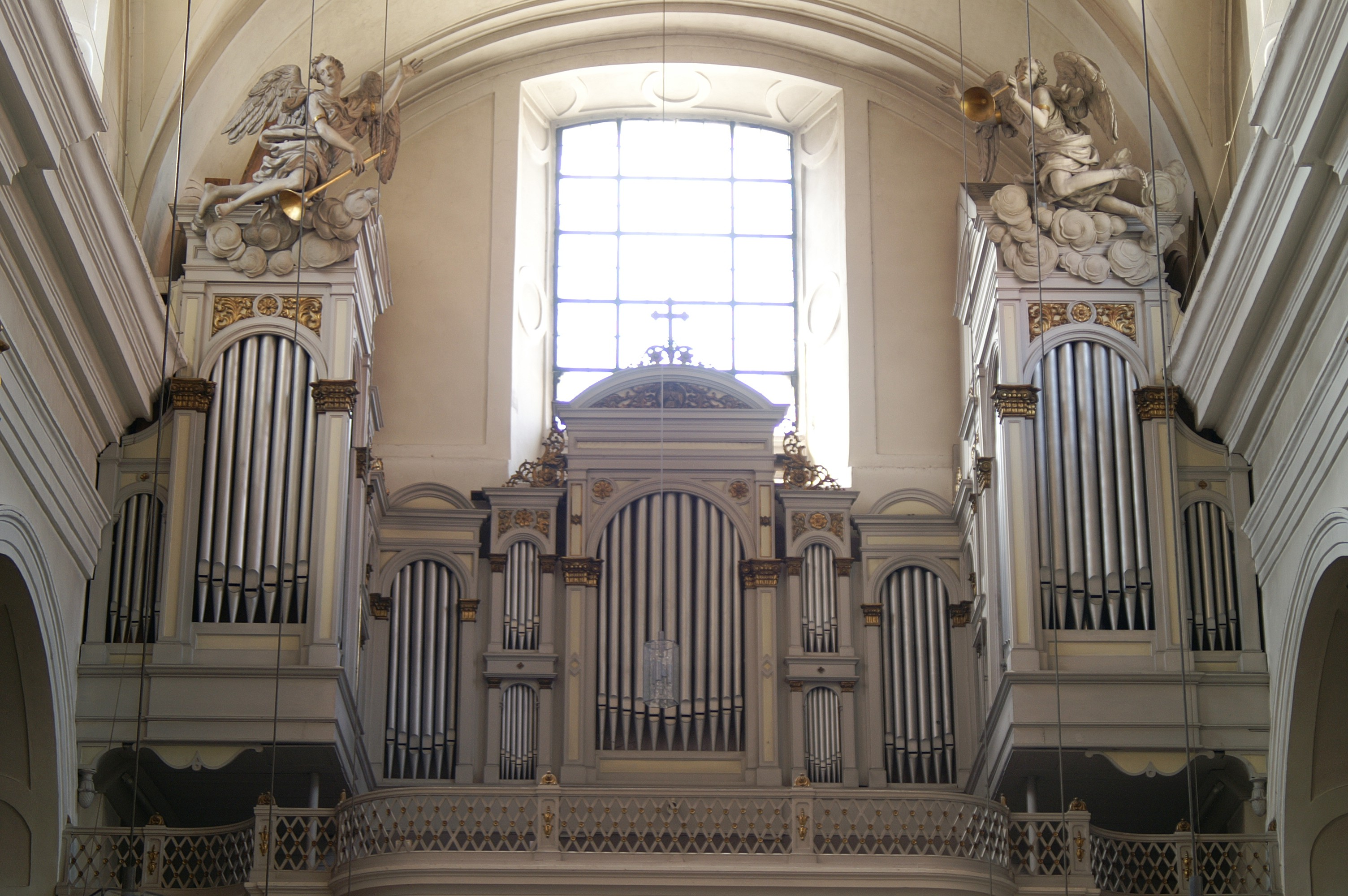
Erweiterte Siemann-Orgel

Die erste nachweisbare Orgel war ein 24 registriges Instrument, welches von Christoph Pürkl aus Regensburg vor 1700 gebaut wurde. Vor 1800 erbaute Andreas Weiß ein neues Werk. 1840 erbaute Johann Heinssen ein neues einmanualiges Instrument mit 12 Registern, welches 1887 nach St. Kassian transferiert wurde um Platz für einen erneuten Neubau als Opus 331 von G. F. Steinmeyer & Co. aus demselben Jahr, ein 18 registriges Instrument mit zwei Manualen zu schaffen. Die heute erhaltene Orgel stammt aus dem Jahr 1912 und wurde von Willibald Siemann ursprünglich als Opus 282 mit 18 Registern auf zwei Manualen und Pedal errichtet. Dabei wurden die ursprünglich mechanischen Kegelladen von Steinmeyer pneumatisiert und einige Register der Vorgängerorgel übernommen. Diese Vorgehensweise bei einem Umbau dürfte einmalig in der Firmengeschichte sein. Bereits 1925 wurde sie unter der Opusnummer 420 von der Erbauerfirma erheblich erweitert, erhielt einen neuen dreimanualigen pneumatischen Spieltisch und hat seit dieser Zeit 26 Register. Vermutlich in dieser Zeit erhielt sie eine ausladende Westfront mit stummen Prospektpfeifen, welche das Westfenster deutlich verdeckt. Die beiden überlebensgroßen Engelsfiguren wurden vermutlich zusätzlich auch zu dieser Zeit platziert, um die aus dem Gehäuse herausragenden Schwellkästen zu verdecken. 1952 erhielt sie durch Eduard Hirnschrodt eine Dispositionsänderung, wobei die sehr grundtönige Klangcharakteristik erhalten blieb. Die Orgel wurde in den 90er Jahren von der Regensburger Orgelbaufirma Heick restauriert. Die Disposition lautet:
| I. Manual C–g3 |             |             |
| 1.             | Bourdun     | 16′ (S)     |
| 2.             | Prinzipal   | 8′ (S)      |
| 3.             | Gamba       | 8′ (S)      |
| 4.             | Dolce       | 8′ (B)      |
| 5.             | Gedackt     | 8′ (B)      |
| 6.             | Oktave      | 4′ (S)      |
| 7.             | Superoktave | 2′ (H, He)  |
| 8.             | Mixtur      | 2 ⁄3′ (S/B) |

| II. Manual C–g3 |            |             |
| 9.              | Gemshorn   | 8′ (B)      |
| 10.             | Quintadena | 8′ (H?)     |
| 11.             | Nachthorn  | 4′ (H?)     |
| 12.             | Terz       | 1 3⁄5′ (H?) |
| 13.             | Clarinette | 8′ (S)      |

| III. Manual C–g3 |                 |           |
| 14.              | Geigenprinzipal | 8′ (B)    |
| 15.              | Soloflöte       | 8′ (B)    |
| 16.              | Salicional      | 8′ (B)    |
| 17.              | Aeoline         | 8′ (B)    |
| 18.              | Vox coeleste    | 8′ (B)    |
| 19.              | Traversflöte    | 4′ (B)    |
| 20.              | Blockflöte      | 2′ (B)    |
| 21.              | Cornettino      | 2 ⁄3′ (B) |
| 22.              | Trompete        | 8′ (B)    |

| Pedal C–f1 |            |           |
| 23.        | Subbaß     | 16′ (B/S) |
|            | Bourdonbaß | 16′       |
| 24.        | Violonbaß  | 16′ (B/S) |
| 25.        | Cello      | 8′ (B)    |
| 26.        | Posaune    | 16′ (B/S) |

- Anmerkungen: S = Steinmeyer, B = Binder, H = Hirnschodt, He = Heick
- Koppeln: II/I, III/I, III/II, I/P, II/P, III/P

Suboktavkoppeln: II/I, III/I
Superoktavkoppeln: II/I, III/I, II/II, III/III, III/P
- Spielhilfen: vier Feste Kombinationen

### Glocken
Im Turm der Karmelitenkirche St. Josef befinden sich vier Glocken, die ein erweitertes Paternoster-Motiv mit der Schlagtonfolge ges1–as1–b1–des2 bilden. Alle vier Glocken wurden im Jahr 1949 von der Glockengießerei Franz Schilling & Söhne aus Apolda hergestellt.

## Traditionen in der Karmelitenkirche
In der Karmelitenkirche werden viele uralte Traditionen gepflegt. Die bekannteste ist die Christkindl-Andacht, eine Novene an den neun Tagen vor Weihnachten (16. bis einschließlich 24. Dezember), die von wechselnden hohen geistlichen Würdenträgern der Stadt, am letzten Tag vom Bischof selbst, zelebriert wird. Im Mittelpunkt dieser Novene steht das Gnadenbild des Prager Jesuleins. Am Heiligen Abend wird es feierlich, zu den Klängen des Christkindlmarsches auf den Hochaltar übertragen. Die Andachten werden von Volksmusikgruppen aus der Region umrahmt. Diese Tradition geht auf eine Stiftung der Fürstin von Lobkowitz aus dem Jahr 1697 zurück.
An den neun Mittwochen vor dem Hochfest des heiligen Josef, das am 19. März begangen wird, finden die Josefs-Mittwoche statt. An diesen findet vormittags ein heiliges Amt und nachmittags eine Josefsandacht statt. Diese Novene geht auf eine Stiftung des Priesters Josef Höfelmayer aus dem Jahr 1782 zurück.
Jeweils am zweiten Sonntag im Monat wird eine Skapulierandacht gehalten. Außerdem ist das Gotteshaus eine beliebte Beicht- und Anbetungskirche. Sowohl Beichtgelegenheit als auch die Möglichkeit zur eucharistischen Anbetung werden täglich für mehrere Stunden angeboten. Auch zwei heilige Messen werden Tag für Tag von den Karmelitenpatres gelesen.